# Estatus social

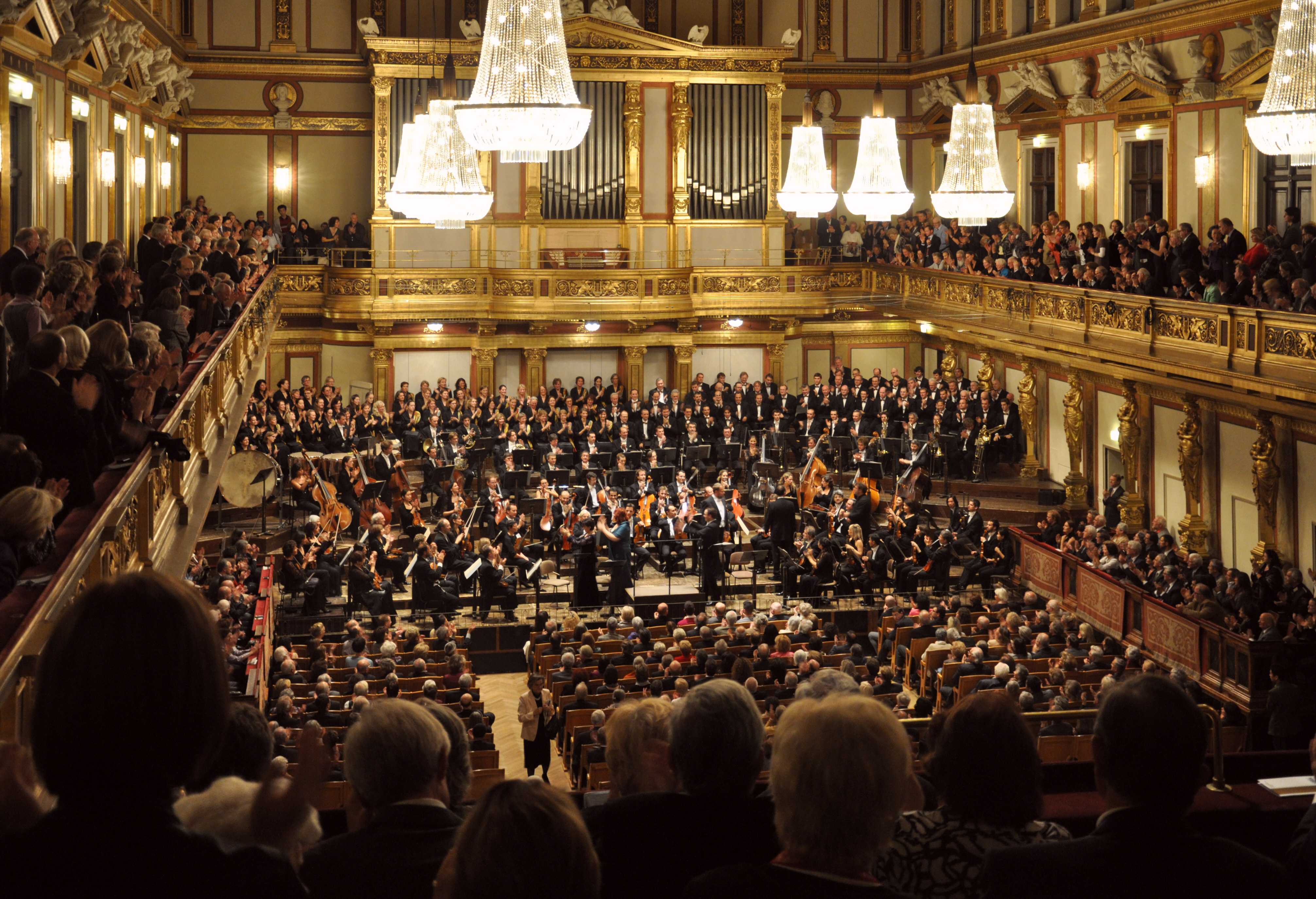
La asistencia a ciertas manifestaciones artísticas puede tener connotaciones relativas al estatus social. Musikverein 2010

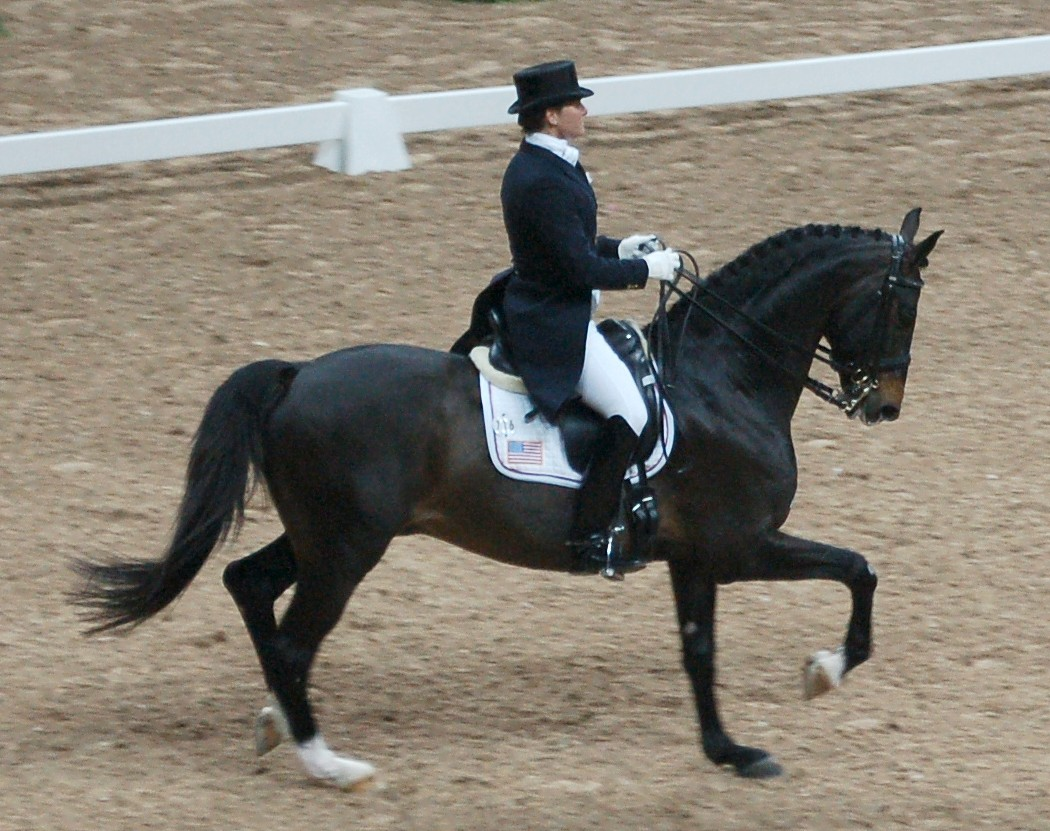
La hípica se asocia a menudo con un alto estatus social

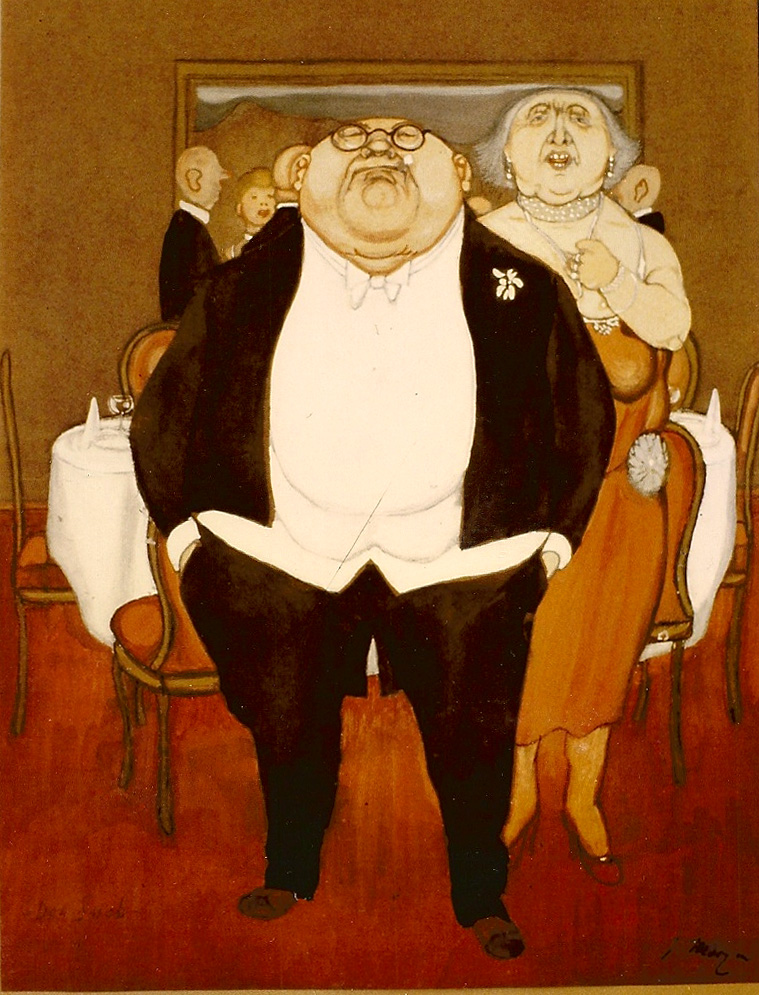
Contrariamente a la representación caricaturesca, un estatus social alto se asocia siempre a la delgadez

Estatus social, en sociología, el término se describe la posición social que un individuo ocupa dentro de una sociedad o en un grupo social de personas. El estatus social es el respeto relativo, la competencia y la diferencia otorgada a las personas, grupos y organizaciones en una sociedad. Estas creencias sobre quién es más o menos valorado (por ejemplo, honorable, respetable, inteligente) se comparten ampliamente entre los miembros de una sociedad. Como tal, las personas usan jerarquías de estatus para decidir quién tiene la posibilidad de "controlar", quién es digno.

## Origen y percepción del estatus social

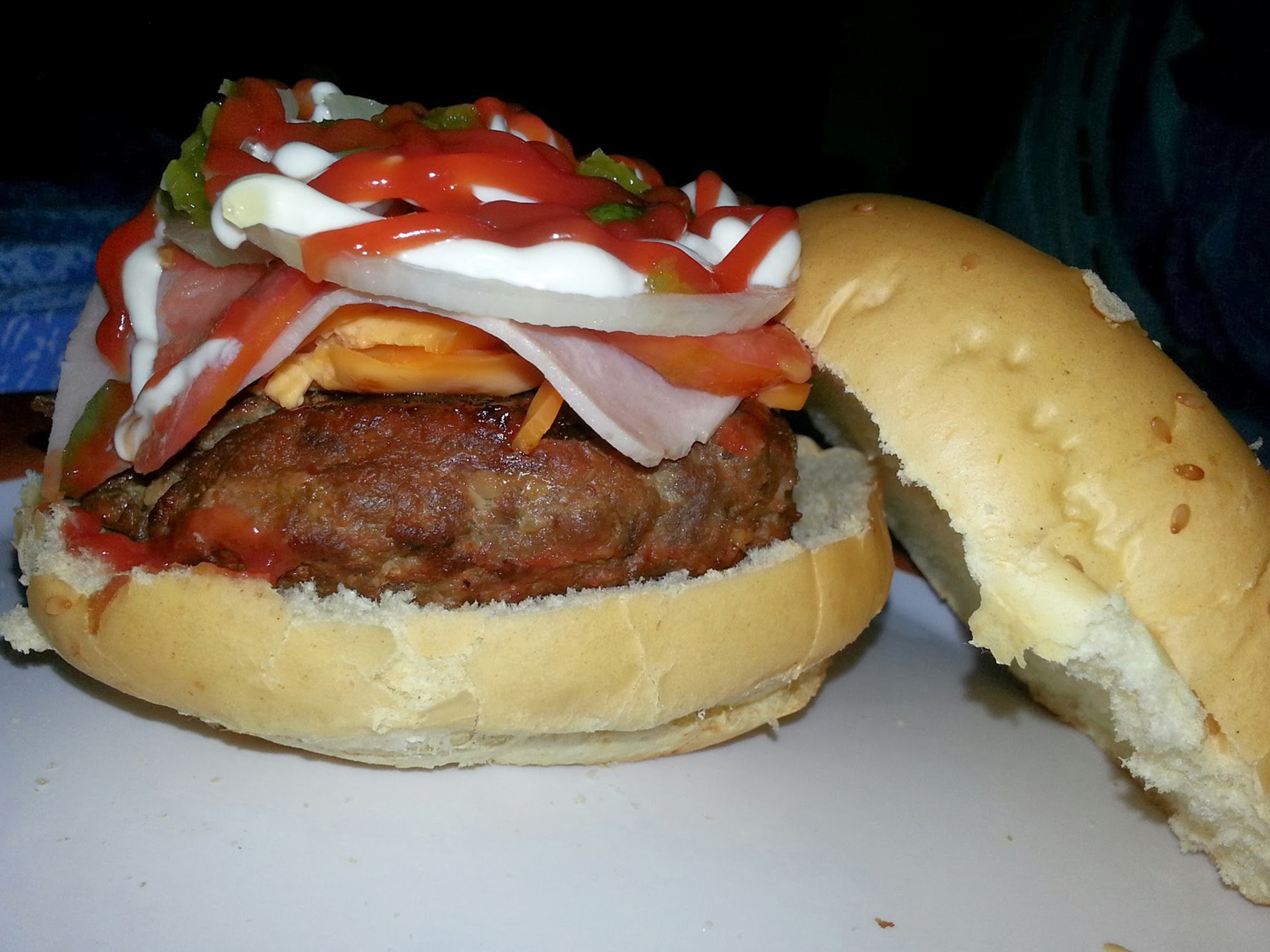
La comida rica en grasas se asocia con un estatus social bajo

Podemos clasificar el estatus social por su origen, estatus heredado o adscrito y estatus adquirido o meritocrático, y por su reconocimiento o percepción, objetivo o de reconocimiento social o subjetivo:

### Estatus adscrito o asignado: herencia
El estatus cuyo origen se debe a factores sociales previos que tradicionalmente se han heredado: familia con estatus económico, social o nobiliario, aunque también cuando el estatus proviene de una condición ajena al propio individuo y derivada de su origen: color blanco, clase social, país de nacimiento, lengua materna, etc. 
En el estatus heredado el individuo no puede elegir su posición ya que le viene dada desde el nacimiento. Puede modificarse su estatus si se desplaza de grupo social donde altere su condición.

### Estatus adquirido: meritocracia
El estatus adquirido resulta de la asignación al individuo por sus méritos y acciones.
Ejemplo típico es aquel que triunfa o bien éxito económico, social, intelectual o artístico. Por ejemplo, las estrellas de música, los actores, atletas o deportistas, científicos, etc., pero también se puede incluir el estatus que se alcanza por el desempeño de nuevos roles sociales: el de madre, padre, jefe, bachiller, licenciado, doctor etc.; son todas aquellas posiciones que el individuo adquiere a lo largo de su vida, que no van ligadas a su nacimiento. 
Los estatus están determinados por la sociedad, por tanto pueden variar del tiempo o las características como la cultura, valores y normas determinadas como propias, y pueden ser diferentes a otras sociedades, además de ser útil como manera de dar mérito a aquellas personas que han aportado valores, conocimientos, o avances significativos a dicha sociedad.
Al estatus también está asociado un grado o nivel de prestigio determinado. En las sociedades el prestigio está distribuido en forma diferencial de acuerdo al estatus social que la persona tiene. A modo de ejemplo un médico tiene más prestigio que un barrendero. Sin embargo, se pueden producir una inconsistencia de estatus social cuando se producen discrepancia entre como el estatus es valorado en una área en relación con otra. Un ejemplo típico es el del profesor, ya que si bien puede ser muy valorado como educador y agente socializador en la escuela y ante la comunidad educacional en términos de las recompensas que la sociedad le otorga, entiéndase salario y condiciones de trabajo, pueden ser muy bajas en relación con dicha valoración social.

### Estatus objetivo: reconocimiento social
Estatus asignado por la sociedad, la cultura o por el grupo particular en donde se desenvuelve la persona y que es adquirido cumpliendo alguno o varios de los criterios que lo determinan (La riqueza, lo que se hace en la sociedad, el impacto y el poder del conocimiento, la ocupación o actividad, características físicas, etc.) u otros impuestos por cada grupo.

### Estatus subjetivo: percepción errónea del estatus
Estatus que una persona cree tener sin poseer ninguna aprobación social o cultural y sin cumplir algún criterio que soporte el estatus del cual hace alarde. Es decir, el estatus subjetivo conllevaría una frustración, más o menos importante, ante la falta de reconocimiento.

## El estatus en diferentes sociedades
El estatus se refiere al rango relativo que posee un individuo; esto incluye derechos, deberes y estilo de vida concomitantes, en una jerarquía social basada en el honor o el prestigio. 
En las sociedades modernas, generalmente se considera que la ocupación es el principal determinante del estatus, pero otras membresías o afiliaciones (como grupo étnico, religión, género, asociaciones voluntarias, hobbys) pueden influir. El estatus adquirido se puede lograr a través de la educación, la ocupación y el estado civil. Su lugar dentro de la estructura de la estratificación está determinado por el estándar de la sociedad, que a menudo juzga por el éxito, ya sea financiero, académico, político, etc. América más comúnmente usa esta forma estatus asociado al trabajo. Mientras más alto se está en rango, mejor estará y tendrá más control sobre sus compañeros de trabajo.
En las sociedades premodernas, la diferenciación de estatus era muy variada. En algunos casos podía ser bastante rígida y basada en clases, como en el caso del sistema de castas indio. En otros casos, el estatus existe sin clase y / o informalmente, como es el caso con algunas sociedades cazadoras-recolectoras como los Joisán y algunas sociedades indígenas australianas. En estos casos, el estatus se limita a relaciones personales específicas. Por ejemplo, se espera que un hombre joisán tome muy en serio a la madre de su esposa, aunque la suegra no tiene un "estatus" especial sobre nadie excepto sobre su yerno, y solo en contextos específicos. Todas las sociedades tienen alguna forma de estatus social.
El estatus es una idea importante en la estratificación social. Max Weber distingue el estatus de la clase social, aunque algunos sociólogos empíricos contemporáneos combinan las dos ideas para crear un estatus socioeconómico o SES, usualmente operacionalizado como un simple índice de ingresos, educación y prestigio ocupacional.

## El estatus en animales no humanos
Las jerarquías del estatus social o dominancia se han documentado en una amplia gama de animales: simios, mandriles, lobos, vacas / toros, gallinas, peces, y hormigas. La selección natural produce un comportamiento de búsqueda de estatus porque los animales tienden a tener más descendencia sobreviviente cuando elevan su estatus en su grupo social. Tales comportamientos varían ampliamente porque son adaptaciones a una amplia gama de nichos ambientales. Algunos comportamientos de dominio social tienden a aumentar las oportunidades reproductivas, mientras que otros tienden a elevar las tasas de supervivencia de la descendencia de un individuo. Los neuroquímicos, particularmente la serotonina, provocan comportamientos de dominancia social sin necesidad de que un organismo tenga conceptualizaciones abstractas del estatus. La jerarquía de dominio social emerge de las conductas individuales de búsqueda de supervivencia.

## Movilidad social
El estatus se puede cambiar a través de un proceso de movilidad social. La movilidad social es cambio de posición dentro del sistema de estratificación. Un movimiento en el estatus puede ser hacia arriba (movilidad hacia arriba) o hacia abajo (movilidad hacia abajo). La movilidad social permite que una persona se mueva a otro estatus social que no sea aquel en el que nació. La movilidad social es más frecuente en las sociedades donde el logro en lugar de la adscripción es la base principal del estatus social.
La movilidad social fue especialmente prominente en los Estados Unidos a finales del siglo XX, con un número cada vez mayor de mujeres que ingresaron en trabajos externos al hogar, así como un aumento constante en el número de estudiantes universitarios a tiempo completo. Este aumento de la educación, así como el aumento masivo de los ingresos de los hogares múltiples ha contribuido en gran medida al aumento de la movilidad social. Con esta movilidad ascendente; sin embargo, viene la filosofía de compararse con el vecino. Esta plantea un problema porque millones de personas tienen deudas de tarjetas de crédito debido al consumo ostensible y la compra de bienes para los que no tienen dinero para pagar.

## Estratificación social
Artículo principal: Estratificación social
La estratificación social describe la forma en que las personas son ubicadas o "estratificadas" en la sociedad. Se asocia con la capacidad de las personas para cumplir con un conjunto de ideales o principios considerados importantes por la sociedad o por algún grupo social dentro de ella. Los miembros de un grupo social interactúan principalmente dentro de su propio grupo y, en menor grado, con aquellos de mayor o menor estatus en un sistema reconocido de estratificación social. Tales lazos entre las personas a menudo son fluidos y amorfos. Algunas de las bases más comunes para dicha clasificación incluyen:
- Riqueza / ingreso (el más común): vínculos entre personas con similar ingreso personal
- Género: vínculos entre personas del mismo sexo y sexualidad
- Estado político: vínculos entre personas del mismo punto de vista / estado político
- Religión: lazos entre personas de la misma religión
- Raza / origen étnico: vínculos entre personas del mismo grupo étnico / racial
- Clase social: vínculos entre personas nacidas en el mismo grupo económico

## Las tres dimensiones de la estratificación de Max Weber
Artículo principal: Teoría de tres componentes de la estratificación
El sociólogo alemán Max Weber desarrolló una teoría que propone que la estratificación se basa en tres factores que se han conocido como "las tres p de la estratificación": propiedad, prestigio y poder. Afirmó que la estratificación social es el resultado de la interacción de la riqueza, el prestigio y el poder.
- El prestigio es un factor importante para determinar el lugar de uno en el sistema de estratificación. La propiedad no siempre asegurará el poder, ya que a menudo hay personas con prestigio y poca propiedad.
- La propiedad se refiere a las posesiones materiales de uno y sus oportunidades en la vida. Si alguien tiene el control de la propiedad, esa persona tiene poder sobre los demás y puede usar la propiedad para su propio beneficio.
- El poder es la capacidad de hacer lo que uno quiere, independientemente de la voluntad de los demás. (La dominación, un concepto estrechamente relacionado, es el poder de hacer que el comportamiento de los demás se ajuste a los comandos de uno). Esto se refiere a dos tipos diferentes de poder, que son posesión de poder y ejercicio de poder. Por ejemplo, algunas personas de la administración del gobierno tienen una inmensa cantidad de poder y, sin embargo, no ganan mucho dinero.

Max Weber desarrolló varias formas en que las sociedades están organizadas en sistemas jerárquicos de poder. Estas formas son estado social, poder de clase y poder político.
- Poder de clase: esto se refiere a un acceso desigual a los recursos. Si tiene acceso a algo que otra persona necesita, eso puede hacerle más poderoso que la persona necesitada. La persona con el recurso tiene así poder de negociación sobre el otro.
- Estado social (poder social): si ves a alguien como un superior social, esa persona tendrá poder sobre ti porque crees que esa persona tiene un estatus más alto que tú.
- Poder político: El poder político puede influir en el sistema jerárquico de poder porque aquellos que pueden influir en qué leyes se aprueban y cómo se aplican pueden ejercer poder sobre los demás.

Se ha debatido sobre cómo las tres dimensiones de la estratificación de Weber son más útiles para especificar la desigualdad social que los términos más tradicionales, como el estatus socioeconómico.

## Grupo de estatus
Max Weber desarrolló la idea de "grupo de estatus", que es una traducción del alemán Stand (pl. Stände). Los grupos de estatus son comunidades que se basan en ideas de estilos de vida y honor que el grupo de estatus afirma y otros otorgan. Los grupos de estatus existen en el contexto de las creencias sobre el prestigio relativo, el privilegio y el honor, y pueden ser tanto de tipo positivo como negativo. Se supone que las personas en los grupos de estatus solo se relacionan con personas con un estatus similar, y en particular, se desalienta el matrimonio dentro o fuera del grupo. Los grupos de estatus pueden incluir profesiones, organizaciones similares a clubes, etnicidad, raza y otros grupos para los cuales se usa la asociación de patrones.

## La teoría de Pierre Bourdieu sobre la distinción
El sociólogo francés Pierre Bourdieu desarrolló teorías de estratificación social basadas en el gusto estético en su trabajo La Distinction. Bourdieu afirma que la forma en que uno elige presentar su propio espacio social al mundo, sus disposiciones estéticas, representa su estatus y se distancia de los grupos más bajos. Específicamente, Bourdieu formula la hipótesis de que estas disposiciones se internalizan a una edad temprana y guían a los jóvenes hacia sus posiciones sociales apropiadas, hacia los comportamientos que son adecuados para ellos y hacia una aversión hacia otros estilos de vida.
Bourdieu teoriza que las fracciones de clase enseñan preferencias estéticas a sus jóvenes. Las fracciones de clase están determinadas por una combinación de los diversos grados de capital social, económico y cultural. La sociedad incorpora "bienes simbólicos, especialmente aquellos considerados como atributos de excelencia, como el arma ideal en las estrategias de distinción". Aquellos atributos que se consideran excelentes están determinados por los intereses de la clase dominante. Hace hincapié en el predominio del capital cultural desde el principio al afirmar que "las diferencias en el capital cultural marcan las diferencias entre las clases".
Las disposiciones estéticas son el resultado del origen social en lugar del capital acumulado y la experiencia en el tiempo. La adquisición del capital cultural depende en gran medida del "aprendizaje temprano, imperceptible, realizado dentro de la familia desde los primeros días de vida". Bourdieu hipotéticamente garantiza que las opiniones de los jóvenes son aquellas en las que nacen, las "definiciones aceptadas que sus mayores les ofrecen".
Afirma la primacía del origen social y el capital cultural al afirmar que el capital social y el capital económico, aunque se acumulen en el tiempo, dependen de él. Bourdieu afirma que "uno debe tener en cuenta todas las características de la condición social que están (estadísticamente) asociadas desde la primera infancia con la posesión de ingresos altos o bajos y que tienden a dar forma a los gustos ajustados a estas condiciones".
Según Bourdieu, los gustos en la comida, la cultura y la presentación son indicadores de clase, porque las tendencias en su consumo aparentemente se correlacionan con el ajuste de un individuo en la sociedad. Cada fracción de la clase dominante desarrolla sus propios criterios estéticos. Una multitud de intereses de los consumidores basados en posiciones sociales diferentes requiere que cada fracción "tenga sus propios artistas y filósofos, periódicos y críticos, al igual que su peluquero, decorador de interiores o sastre".
Bourdieu no ignora por completo la importancia del capital social y del capital económico en la formación del capital cultural. De hecho, la producción de arte y la capacidad de tocar un instrumento "presuponen no solo disposiciones asociadas con un largo establecimiento en el mundo del arte y la cultura, sino también medios económicos... y tiempo libre". Sin embargo, independientemente de la capacidad de uno para actuar según sus preferencias, Bourdieu especifica que "los encuestados solo deben expresar una familiaridad inducida por el estado con la... cultura legítima".
"El Gusto funciona como una especie de orientación social, un 'sentido del lugar', guiando a los ocupantes de un determinado... espacio social hacia las posiciones sociales ajustadas a sus propiedades, y hacia las prácticas o bienes que corresponden a los ocupantes de esa posición". Por lo tanto, los diferentes modos de adquisición producen diferencias en la naturaleza de las preferencias.
Estas "estructuras cognitivas... se internalizan, 'encarnan' estructuras sociales", convirtiéndose en una entidad natural para el individuo. Los diferentes sabores se consideran antinaturales y rechazados, lo que resulta en "disgusto provocado por el horror o la intolerancia visceral ('enfermiza') del gusto de los demás".
El mismo Bourdieu cree que la distinción y las preferencias de clase son "más marcadas en las elecciones ordinarias de la existencia cotidiana, como los muebles, la ropa o la cocina, que son particularmente reveladoras de disposiciones arraigadas y de larga duración porque, fuera del alcance del sistema educativo, tienen que ser confrontadas, por así decirlo, por el gusto desnudo". De hecho, Bordieu cree que "la marca más fuerte e indeleble del aprendizaje infantil" probablemente estaría en los gustos de la comida. Bourdieu piensa que las comidas servidas en ocasiones especiales son "un indicador interesante del modo de autopresentación adoptado para 'exhibir' un estilo de vida (en el que los muebles también juegan un papel)". La idea es que sus gustos y disgustos deben reflejar los de sus fracciones de clase.
Se predice que los niños del extremo inferior de la jerarquía social eligen "comidas pesadas y grasas, que también son baratas", optando por comidas "abundantes y buenas" en lugar de alimentos que sean "originales y exóticos". Estos resultados potenciales reforzarían la "ética de la sobriedad de Bourdieu que, en aras de la delgadez, es más reconocida en los niveles más altos de la jerarquía social", que contrasta con la "indulgencia convivencial" característica de las clases más bajas. Las demostraciones de los gustos de lujo (o libertad) y los gustos de necesidad revelan una distinción entre las clases sociales.
El grado en que el origen social afecta estas preferencias sobrepasa tanto el capital educativo como el económico. De hecho, en niveles equivalentes de capital educativo, el origen social sigue siendo un factor influyente en la determinación de estas disposiciones. Cómo uno describe el entorno social de uno se relaciona estrechamente con el origen social porque la narrativa instintiva surge de las primeras etapas del desarrollo. Además, a través de las divisiones del trabajo "las restricciones económicas tienden a relajarse sin ningún cambio fundamental en el patrón de gasto". Esta observación refuerza la idea de que el origen social, más que el capital económico, produce preferencias estéticas porque, independientemente de la capacidad económica, los patrones de consumo se mantienen estables.